# Horyszów-Nowa Kolonia
Horyszów-Nowa Kolonia – wieś w Polsce położona w województwie lubelskim, w powiecie zamojskim, w gminie Sitno. 
Jako odrębna jednostka administracyjna miejscowość wyodrębniła się dopiero w latach 80 XX wieku. W latach 1975−1998 miejscowość administracyjnie należała do województwa zamojskiego.
Wieś jest sołectwem w gminie Sitno. Według Narodowego Spisu Powszechnego z roku 2011 wieś liczyła 166 mieszkańców. 
Wierni Kościoła rzymskokatolickiego należą do parafii Podwyższenia Krzyża Świętego w Horyszowie Polskim.

## Atrakcje
- pozostałości zespołu dworskiego z XVII wieku. Aktualnie brak jest śladów architektonicznych po dawnych zabudowaniach. O dawnych dziejach świadczy jedynie szczątkowo zachowany park o powierzchni 2 ha[7].
- nieużytkowany cmentarz rzymskokatolicki z lat 1917 – 1920. Znajduje się na nim również zbiorowa mogiła około 30 mieszkańców z Horyszowa Polskiego, Kornelówki i Janówki, zamordowanych przez żandarmerię niemiecką w 1941 roku[7].

Zobacz też: Horyszów, Horyszów Polski, Horyszów-Kolonia, Horyszów-Stara Kolonia